# Turtleford
Turtleford es un pueblo canadiense situado en la provincia de Saskatchewan.

## Superficie
Turtleford tiene una superficie de 1,66 km².

## Demografía
En 2021, tenía 503 habitantes, una densidad poblacional de 302,2 hab./km², y 228 viviendas.